# Ried im Oberinntal
Ried im Oberinntal – gmina w Austrii, w kraju związkowym Tyrol, w powiecie Landeck, o powierzchni 27,43 km², położona na wysokości 876 m n.p.m. Liczy 1243 mieszkańców (1 stycznia 2015), z czego gęstość zaludnienia wynosi 45 mieszkańców na km². Gmina wraz z sąsiednimi gminami: Fendels, Fiss, Kaunertal, Ladis, Prutz, Serfaus i Tösens żyje z turystyki.

## Położenie
Ried im Oberinntal leży w centralnej części terenu zwanego Oberes Gericht (fragmentu Oberinntal), najwyższym tyrolskim odcinku doliny Innu. W tym miejscu styka się droga z tzw. Sonnenterrasse (Serfaus, Fiss, Ladis) z drogą przez dolinę w kierunku przełęczy Reschen.

## Historia
Nazwa Ried oznacza „bagnisty obszar”. Mimo to tereny te były silnie zamieszkane od czasów prehistorycznych oraz starożytnych. Osada Ried powstała wokół wieży, z której można było obserwować przebiegającą tamtędy drogę. Pierwsze wzmianki o osadzie pochodzą z XII wieku.
Arcyksiążę Zygmunt Habsburg kazał przebudować wieżę na zamek myśliwski, który otrzymał nazwę Siegmundsried. Od XVII wieku zamek był centrum administracyjnym i siedzibą sądu powiatowego, który w 1978 został przeniesiony do Landeck siedziby powiatu Landeck. W gminie stoi też kościół farny pw. św. Leonarda (Hl. Leonhard), pochodzący pierwotnie z 1397, przebudowany w stylu barokowym.